# Collegio Amuleo
Il Collegio Amuleo è stato un collegio universitario costruito nel 1608 in Prato della Valle per ospitare studenti dell'Università di Padova appartenenti alla famiglia Da Mula. L'edificio è stato distrutto da un incendio nel 1822 e sostituito dalla Loggia Amulea nel 1860. Il Collegio ha continuato la sua attività come borsa di studio per studenti di giurisprudenza fino alla fine degli anni '30.

## Storia
La storia del Collegio Amuleo affonda le radici nella seconda metà del Cinquecento: il 17 gennaio 1566 il cardinale Marco Antonio Da Mula, nel redigere il proprio testamento, destinò la gran parte dei suoi averi all'istituzione di un collegio universitario per istruire i giovani della sua casata (o, in loro mancanza, di famiglie imparentate) che intendessero studiare giurisprudenza. La scelta del luogo fu il Prato della Valle, al tempo la più importante piazza della città, che ospitava feste e manifestazioni pubbliche.
Il Collegio Amuleo fu costruito successivamente al 1608, su un terreno acquistato appositamente per ospitare questa istituzione educativa. L'edificio, documentato da numerose fonti iconografiche dell'epoca, presentava un caratteristico prospetto ovest con un ampio porticato al piano terra, un piano nobile con aperture in stile neo medievale e un livello superiore dedicato agli ambienti di servizio.
Il Collegio si proponeva di ospitare gli studenti per i cinque anni dei loro studi presso l'Università di Padova, e offriva ospitalità a "gioveni [che] possano esser […] non minori di XVI né maggiori di XX". L'istituzione rimase attiva fino al 1804, quando Andrea Da Mula decise di trasformare l'edificio in un'abitazione privata.
La storia della struttura subì una svolta drammatica nel marzo 1822, quando un grave incendio distrusse parte dell'edificio, lasciandone il resto in uno stato di abbandono a causa dell'inagibilità e del pericolo di crollo. Le vedute della piazza realizzate in quegli anni mostrano il vuoto urbano lasciato dal palazzo in rovina, evidenziando la necessità di interventi tempestivi per preservare l'integrità della piazza e dell'immagine della città.
Di fronte alla situazione critica, l'amministrazione cittadina invitò il proprietario dell'edificio, Andrea Da Mula, a intervenire per ripristinare il sito pericolante. Tuttavia, l'assenza di risposte convincenti da parte di Da Mula portò il comune a dare l'incarico dell'architetto Giuseppe Jappelli per una valutazione dettagliata delle condizioni del Palazzo Amuleo nel giugno 1823. Dopo varie vicende, sulle rovine di quello che era stato il Collegio Amuleo venne costruito nel 1860 l'attuale Loggia Amulea su progetto di Eugenio Maestri.
Per quanto riguarda la sua attività di sostegno agli studenti dell'Università di Padova, il Collegio sopravvisse come borsa di studio annuale a favore di uno studente di giurisprudenza fino al 1939. Negli edifici che confinano a nord con gli spazi un tempo occupati dal Collegio Amuleo è attivo dal 1943 un collegio universitario femminile gestito dalle Sorelle della Misericordia.